# Bruno Filippi
Pour les articles homonymes, voir Filippi.
Bruno Filippi (né à Livourne le 30 mars 1900 et mort à Milan le 7 septembre 1919) fut un anarchiste individualiste italien. Porté par la praxis, il écrivit également  de manière régulière  au sein de la brochure anarchiste individualiste Iconoclasta!, tout comme son camarade Renzo Novatore.

## Biographie
Filippi naquit à Livourne, premier des six frères d'un père typographe. Encore enfant, sa famille rejoignit Milan. En 1915, il a des problèmes avec les forces de police locales. Il est arrêté au cours d'une manifestation anti-militaire en possession d'un pistolet
Durant son adolescence, il découvre les idées de Max Stirner. Filippi fut un collaborateur régulier de la revue anarchiste individualiste italienne Iconoclasta ! Au sein de celle-ci, il collabore avec l'anarchiste individualiste Renzo Novatore. En 1920, les éditeurs de la brochure Iconoclasta! impriment un petit livre, intitulé I grandi iconoclasti. Scritti postumi. Ce dernier regroupe certains de ses articles.
Après la Première Guerre mondiale, il participe aux événements du biennio rosso. Le 7 septembre 1919, alors qu'il monte les marches de la Galleria Vittorio Emanuele II  à Milan avec une bombe sur lui, celle-ci explose et le tue. Renzo Novatore lui consacre un article intitulé Dans le cercle de la vie. À la mémoire de Bruno Filippi. Il y dit que Filippi « s'immola dans une féconde étreinte avec la mort parce qu'il aima follement la Vie. Nous avons le besoin  et le droit  de dire de lui ce qui fut dit du héros d'Annunzien : Que les esclaves du marché se retournent  et qu'ils s'en souviennent ! »

## Héritage et influence
L'anarchiste italien Belgrado Pedrini (it), après sa libération de prison le 17 avril 1975, crée, à Carrare, le Circolo Anarchico Bruno Filippi. Il ré-imprime, les écrits de Filippi, en 1978, sous le titre suivant : L'Iconoclasta.
L'anarchiste individualiste américain Wolfi Landstreicher, traducteur, entre autres, de Der Einzige und sein Eigentum (1844), traduit aussi certains des écrits de Filippi. Ils sont regroupés au sein de l'ouvrage intitulé The rebel's dark laughter: the writings of Bruno Filippi (2008). Landstreicher dit de Filippi : « Ses essais, ses nouvelles et ses poèmes en prose ne montrent aucune pitié ni pour la domination ni pour la soumission sous quelque forme que ce soit. Il fut aussi sévère dans son appréciation des esclaves qui se résignèrent à leur condition que dans celle des maîtres qui les exploitèrent et les opprimèrent ».
En 2004, Francesco Pellegrino publie Libertà estrema. Le ultime ore dell'anarchico Bruno Filippi.